# Francisco Garrido de la Vega
Francisco Garrido de la Vega (San Martín de Berducido, Galicia, 1713-Córdoba, 20 de enero de 1776) fue un religioso y sacerdote español. Obispo de Mallorca entre 1763 y 1772, más tarde fue nombrado obispo de Córdoba (1772-1776). Poco antes de morir fue promovido a la dignidad de arzobispo de Sevilla.

## Biografía
Doctor en derecho canónico por las universidades de Ávila y Valladolid, vicario general de la ciudad de Orán, fue fiscal general y consejero y examinador sinodal del arzobispo de Toledo. Después ejerció el cargo de rector de la parroquia de San Andrés de Madrid. Fue consagrado obispo de Mallorca en 1763.
Intermedió con poco éxito en las polémicas entre lulistas y antilulistas. Impulsó la construcción del seminario conciliar de Sant Pere de Palma de Mallorca, hecho que se recuerda en sendas placas de mármol del edificio. Bendijo en 1768 la iglesia de Sant Antoni Abat de Palma. Durante su pontificado tuvo lugar la expulsión de los jesuitas de Mallorca (1767). En 1772 fue trasladado a la diócesis de Córdoba. Poco antes de morir fue promovido al cargo de arzobispo de Sevilla.